# Xingfu (socken i Kina, Inre Mongoliet)
Xingfu (kinesiska: 幸福, 幸福乡) är en socken i Kina. Den ligger i den autonoma regionen Inre Mongoliet, i den norra delen av landet, omkring 290 kilometer öster om regionhuvudstaden Hohhot. Antalet invånare är 6099. Befolkningen består av 3 030 kvinnor och 3 069 män. Barn under 15 år utgör 9,0 %, vuxna 15-64 år 73 %, och äldre över 65 år 17,0 %.
Genomsnittlig årsnederbörd är 523 millimeter. Den regnigaste månaden är juli, med i genomsnitt 127 mm nederbörd, och den torraste är februari, med 4 mm nederbörd.